# Alexej Morozov
Alexej Alexejevič Morozov (* 16. února 1977, Moskva) je bývalý ruský hokejový útočník a od února roku 2020 prezident KHL, předtím tuto funkci vykonával v juniorské MHL. V letech 2007–2011 byl kapitánem ruské reprezentace.

## Klubová kariéra

### Pittsburgh Penguins
S hokejem začínal v klubu Křídla Sovětů Moskva. V klubu působil až do svého odchodu do NHL, byl draftovaný v roce 1995 v prvním kole na 24. pozici týmem Pittsburgh Penguins. V NHL hrál od sezóny 1997/98. Hned v prvním zápase za Pittsburgh dal v prvním střídání z první střely gól. Celkem odehrál za klub sedm sezón, v nichž si připsal v základní části 84 branek a 135 asistencí v 451 zápasech. Dalších 9 bodů za 4 branky a 5 asistencí si připsal v 39 zápasech v playoff. V NHL se mu přezdívalo The Devil Killer pro jeho výborné výkony proti týmu New Jersey Devils. Přesto byl v NHL považován za hráče, který nenaplnil naplno svůj potenciál. Což bylo zapříčiněno zraněními a hvězdnými spoluhráči jako byli Mario Lemieux, Jaromír Jágr, Alexej Kovaljov, Martin Straka a Robert Lang.

### Ak Bars Kazaň
Během výluky NHL hrál v sezóně 2004/05 za klub Ak Bars Kazaň v ruské superlize. Přestože v týmu působilo mnoho hráčů z NHL jako Vincent Lecavalier, Dany Heatley, Ilja Kovalčuk, Alexej Kovaljov, Michael Nylander, Brad Richards či Alexej Žitnik, Morozov ovládl kanadské bodování klubu s 46 body. V následující sezóně hrál v útoku s Danisem Zaripovem a Sergejem Zinovjevem. Tento útok "ZZM" byl považovaný za jeden z nejlepších v historii ligy. V základní části zaznamenal Morozov 49 bodů a stal se druhým nejproduktivnějším hráčem ligy a nejlepším střelcem s 23 góly. V playoff si připsal dalších 26 bodů za 13 branek a 13 asistencí a stal se nejužitečnějším hráčem. A Ak Bars Kazaň se stal vítězem ligy. V sezóně 2006/2007 ovládla Kazaň základní část a Morozov s 83 body vytvořil nový rekord ligy. V playoff došla Kazaň do finále, kde podlehla Metallurgu Magnitogorsk a Morozov zaznamenal 17 bodů za 2 branky a 15 asistencí. V následující a poslední sezóně v historii ligy 2007/2008 nasbíral v základní části 63 bodů a skončil druhý v tabulce produktivity o bod za Sergejem Mozjakinem, v playoff přidal dalších 11 bodů, ale Kazaň vypadla v semifinále s Ufou. V premiérové sezóně KHL získal v základní části 71 bodů a skončil na třetím místě bodování ligy, přestože odehrál pouze 49 zápasů. Následující playoff Kazaň ovládla a stala se prvním vítězem Gagarinova poháru. Morozov k tomu přispěl 19 body a stal se vítězem bodování, prvním v počtu asistencí a nejužitečnějším hráčem playoff. V sezóně 2009/2010 Kazaň obhájila prvenství v KHL. Morozov se potýkal se zraněními, přesto v základní části zaznamenal 49 bodů a dalších 13 v playoff. V sezóně 2010/2011 sice Kazaň nedokázala vyhrát potřetí za sebou Gagarinův pohár, ale Morozov zaznamenal další úspěšnou sezónu. V základní části dokázal nasbírat 56 bodů a v playoff přidal dalších 9 bodů v devíti zápasech. I další sezóna 2011/2012 byla pro Morozova úspěšná. V základní části si připsal 50 bodů a bylo to již pošesté a zároveň naposledy, kdy na tuto hranici v počtu bodů v profesionální kariéře dosáhl. Zároveň tím, že vstřelil 21 branek dosáhl podesáté a naposley hranice 20 vstřelených gólů v sezóně. Sezóna 2012/2013 pro něj byla poslední v Kazani. S klubem se dostal až do semifinále soutěže, kde nestačili na Traktor Čeljabinsk. V základní části zaznamenal 38 bodů a dalších 15 přidal v playoff.

### HC CSKA Moskva
Po sezóně 2012/13 mu skončila smlouva v Kazani a novou uzavřel s HC CSKA Moskva. V klubu odehrál jednu sezónu, ve které zaznamenal 23 bodů v základní části a v playoff ve čtyřech zápasech nebodoval, a bylo mu předčasně ukončeno angažmá. Morozov se poté rozhodl ukončit kariéru.

## Reprezentační kariéra
Pravidelně nastupoval za ruské mládežnické výběry. Zúčastnil se Mistrovství Evropy do 18 let v roce 1995, kde byl novináři zvolen do All-Star týmu. V letech 1996 a 1997 hrál na Mistrovství světa juniorů a podílel se na zisku bronzových medailí. Na MS 1996 byl zvolen do All-Star týmu a na MS 1997 byl vyhlášen nejlepším útočníkem turnaje. V roce 1998 byl členem ruské reprezentace na ZOH v Naganu, kde Rusové získali stříbrné medaile. Reprezentoval také na mistrovství světa v letech 1997, 1998 a 2004. V roce 2007 se zúčastnil mistrovství světa, kde Rusové vybojovali bronzové medaile. Pro Morozova to bylo úspěšné mistrovství, protože nasbíral 13 bodů za 8 gólů a 5 asistencí a stal se nejlepším střelcem, útočníkem a členem All-Star týmu. Na mistrovství světa o rok později vedl ruskou reprezentaci už jako kapitán a Rusové šampionát ovládli. To samé se jim podařilo následující rok a Morozov byl opět kapiténem. Na ZOH 2010 byl vlajkonošem ruské výpravy na zahajovacím ceremoniálu. Turnaj se Rusům nevydařil a vypadli již ve čtvrtfinále s Kanadou a Morozov zaznamenal pouze dva body za góly proti Lotyšsku a Slovensku. Mistrovství světa v roce 2010 musel vynechat kvůli zranění. Poslední mistrovství světa odehrál v roce 2011 na Slovensku, kde vedl ruský tým opět jako kapitán. Rusové skončili po prohře s českým týmem na čtvrté příčce. Morozov přispěl čtyřmi body.

## Ocenění a úspěchy
ME do 18 let:
- 1995 člen All-Star týmu

MSJ:

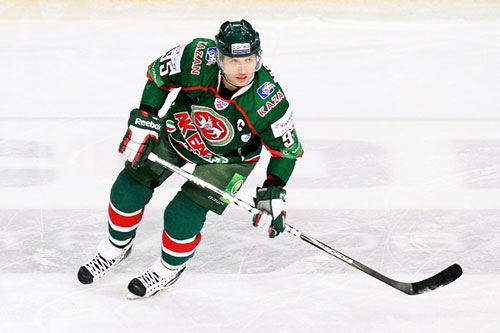
Morozov v dresu Ak Bars Kazaň v roce 2012.

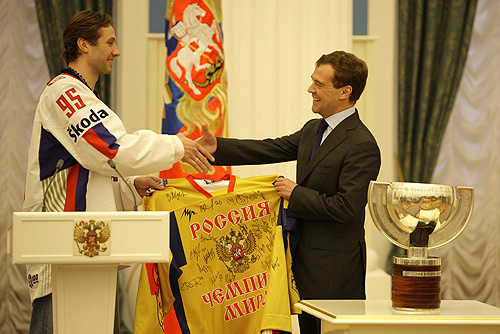
Kapitán mistrů světa Morozov s ruským prezidentem Medveděvem v květnu 2008.

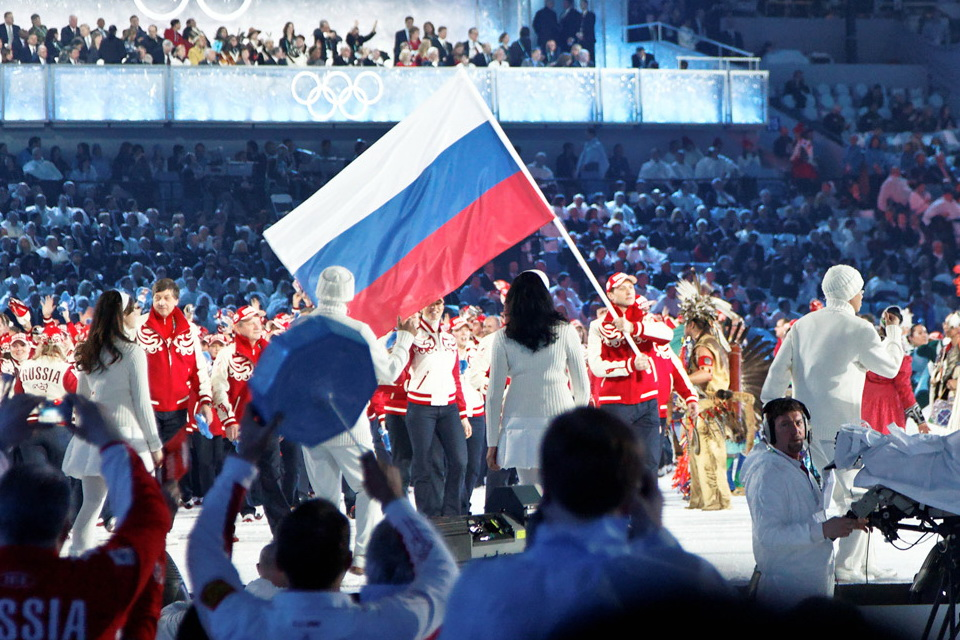
Morozov jako vlajkonoš ruské výpravy na ZOH 2010.

- 1996 člen All-Star týmu, bronzová medaile
- 1997 nejlepší útočník, bronzová medaile

ZOH:
- 1998 stříbrná medaile
- 2010 vlajkonoš ruské výpravy

MS:
- 2007 bronzová medaile, nejlepší střelec, nejlepší útočník, člen All-Star týmu
- 2008 zlatá medaile
- 2009 zlatá medaile

Superliga:
- 1995 nejlepší nováček
- 2006 vítěz, nejlepší střelec, nejužitečnější hráč playoff
- 2007 nejvíc bodů (rekord ligy), nejlepší střelec

Super six:
- 2007 vítěz, nejlepší útočník, nejlepší hráč a člen All-Star týmu

KHL:
- 2008/2009 vítěz, člen All-Star týmu, nejvíc asistencí v playoff, vítěz bodování v playoff, nejužitečnější hráč playoff
- 2009/2010 vítěz, člen All-Star týmu
- 2010/2011 člen All-Star týmu, nejlepší v plus/minus hodnocení
- 2012/2013 člen All-Star týmu

## Statistiky

### Klubové statistiky
| Sezona               | Klub                 | Soutěž               | Základní část | Základní část | Základní část | Základní část | Základní část | Play off | Play off | Play off | Play off | Play off |
| Sezona               | Klub                 | Soutěž               | Z             | G             | A             | B             | TM            | Z        | G        | A        | B        | TM       |
| -------------------- | -------------------- | -------------------- | ------------- | ------------- | ------------- | ------------- | ------------- | -------- | -------- | -------- | -------- | -------- |
| 1993/94              | Křídla Sovětů Moskva | Superliga            | 7             | 0             | 0             | 0             | 0             | 3        | 0        | 0        | 0        | 0        |
| 1993/94              | Křídla Sovětů Moskva | RUS2                 | 49            | 15            | 11            | 26            | 30            | —        | —        | —        | —        | —        |
| 1994/95              | Křídla Sovětů Moskva | Superliga            | 48            | 15            | 12            | 27            | 53            | 4        | 0        | 3        | 3        | 0        |
| 1995/96              | Křídla Sovětů Moskva | Superliga            | 47            | 13            | 9             | 22            | 26            | —        | —        | —        | —        | —        |
| 1996/97              | Křídla Sovětů Moskva | Superliga            | 44            | 21            | 11            | 32            | 32            | 2        | 0        | 1        | 1        | 2        |
| 1997/98              | Křídla Sovětů Moskva | Superliga            | 6             | 2             | 1             | 3             | 4             | —        | —        | —        | —        | —        |
| 1997/98              | Pittsburgh Penguins  | NHL                  | 76            | 13            | 13            | 26            | 8             | 6        | 0        | 1        | 1        | 2        |
| 1998/99              | Pittsburgh Penguins  | NHL                  | 67            | 9             | 10            | 19            | 14            | 10       | 1        | 1        | 2        | 0        |
| 1999/00              | Pittsburgh Penguins  | NHL                  | 68            | 12            | 19            | 31            | 14            | 5        | 0        | 0        | 0        | 0        |
| 2000/01              | Pittsburgh Penguins  | NHL                  | 66            | 5             | 14            | 19            | 6             | 18       | 3        | 3        | 6        | 6        |
| 2001/02              | Pittsburgh Penguins  | NHL                  | 72            | 20            | 29            | 49            | 16            | —        | —        | —        | —        | —        |
| 2002/03              | Pittsburgh Penguins  | NHL                  | 27            | 9             | 16            | 25            | 16            | —        | —        | —        | —        | —        |
| 2003/04              | Pittsburgh Penguins  | NHL                  | 75            | 16            | 34            | 50            | 24            | —        | —        | —        | —        | —        |
| 2004/05              | Ak Bars Kazaň        | Superliga            | 58            | 20            | 26            | 46            | 30            | 4        | 0        | 1        | 1        | 2        |
| 2005/06              | Ak Bars Kazaň        | Superliga            | 51            | 23            | 26            | 49            | 69            | 13       | 13       | 13       | 26       | 8        |
| 2006/07              | Ak Bars Kazaň        | Superliga            | 53            | 34            | 49            | 83            | 36            | 14       | 2        | 15       | 17       | 6        |
| 2007/08              | Ak Bars Kazaň        | Superliga            | 57            | 30            | 33            | 63            | 34            | 10       | 4        | 7        | 11       | 8        |
| 2008/09              | Ak Bars Kazaň        | KHL                  | 49            | 32            | 39            | 71            | 22            | 21       | 8        | 11       | 19       | 12       |
| 2009/10              | Ak Bars Kazaň        | KHL                  | 50            | 26            | 23            | 49            | 24            | 18       | 5        | 7        | 12       | 6        |
| 2010/11              | Ak Bars Kazaň        | KHL                  | 53            | 21            | 35            | 56            | 24            | 9        | 5        | 4        | 9        | 3        |
| 2011/12              | Ak Bars Kazaň        | KHL                  | 53            | 21            | 29            | 50            | 24            | 5        | 4        | 2        | 6        | 6        |
| 2012/13              | Ak Bars Kazaň        | KHL                  | 51            | 12            | 26            | 37            | 20            | 18       | 6        | 9        | 15       | 4        |
| 2013/14              | HC CSKA Moskva       | KHL                  | 38            | 13            | 10            | 23            | 30            | 4        | 0        | 0        | 0        | 0        |
| KHL/Superliga celkem | KHL/Superliga celkem | KHL/Superliga celkem | 665           | 283           | 329           | 612           | 424           | 125      | 47       | 73       | 120      | 56       |
| NHL celkem           | NHL celkem           | NHL celkem           | 451           | 84            | 135           | 219           | 98            | 39       | 4        | 5        | 9        | 8        |

### Reprezentační statistiky
| Rok                           | Reprezentace                  | Turnaj                        | Umístění                      |    | Z  | G  | A  | B  | TM |
| ----------------------------- | ----------------------------- | ----------------------------- | ----------------------------- | -- | -- | -- | -- | -- | -- |
| 1995                          | Rusko 18                      | MEJ                           | 4. místo                      | 5  | 3  | 2  | 5  | 6  |    |
| 1996                          | Rusko 20                      | MSJ                           | Bronzová medaile              | 7  | 5  | 3  | 8  | 2  |    |
| 1997                          | Rusko 20                      | MSJ                           | Bronzová medaile              | 6  | 5  | 3  | 8  | 6  |    |
| 1997                          | Rusko                         | MS                            | 4. místo                      | 9  | 3  | 3  | 6  | 2  |    |
| 1998                          | Rusko                         | OH                            | Stříbrná medaile              | 6  | 2  | 2  | 4  | 0  |    |
| 1998                          | Rusko                         | MS                            | 5. místo                      | 4  | 0  | 3  | 3  | 2  |    |
| 2004                          | Rusko                         | MS                            | 10. místo                     | 6  | 1  | 1  | 2  | 4  |    |
| 2007                          | Rusko                         | MS                            | Bronzová medaile              | 7  | 8  | 5  | 13 | 6  |    |
| 2008 –                        | Rusko                         | MS                            | Zlatá medaile                 | 8  | 5  | 2  | 7  | 4  |    |
| 2009 –                        | Rusko                         | MS                            | Zlatá medaile                 | 9  | 1  | 4  | 5  | 0  |    |
| 2010                          | Rusko                         | OH                            | 6. místo                      | 4  | 2  | 0  | 2  | 0  |    |
| 2011 –                        | Rusko                         | MS                            | 4. místo                      | 9  | 1  | 3  | 4  | 8  |    |
| Juniorská reprezentace celkem | Juniorská reprezentace celkem | Juniorská reprezentace celkem | Juniorská reprezentace celkem | 18 | 13 | 8  | 21 | 14 |    |
| Seniorská reprezentace celkem | Seniorská reprezentace celkem | Seniorská reprezentace celkem | Seniorská reprezentace celkem | 62 | 23 | 23 | 46 | 26 |    |